# Сетра (станція метро)
59°17′09″ пн. ш. 17°55′18″ сх. д. / 59.28577° пн. ш. 17.92167° сх. д.
«Сетра» (швед. Sätra) — станція Червоної лінії Стокгольмського метрополітену, обслуговується потягами маршруту Т13.
Станцію було відкрито 16 травня 1965 року як південно-західну кінцеву станцію від Ернсберга. 
1 березня 1967 року лінія була продовжена до Шергольмена

Відстань до Слюссена становить 10.3 км.
Пасажирообіг станції в будень — 5,550 осіб (2019)

Розташування: мікрорайон Сетра, Седерорт.  
Конструкція: відкрита наземна станція з однією острівною прямою платформою.

## Операції
| Попередня станція  | Лінія | Лінія     | Лінія | Наступна станція       |
| ------------------ | ----- | --------- | ----- | ---------------------- |
| Бреденг до Ропстен |       | Лінія T13 |       | Шергольмен до Норсборг |